# 和牛のギュウギュウ学園
『和牛のギュウギュウ学園』（わぎゅうのギュウギュウがくえん）は、関西テレビで2019年1月30日から2020年3月25日まで毎週水曜日0:55 - 1:25（火曜日深夜）に放送されていたバラエティ番組であり、和牛の冠番組である。

## 概要
和牛が関西地区において、様々な夢や特技を持つ中高生らが、一緒に流行しているものを述べたり、悩みを相談し合ったりするといった、青春応援バラエティ番組である。
大阪チャンネルで配信されていた番組を地上波レギュラー化したものである。関西テレビでは放送開始前にパイロット版として『和牛のギュウギュウ学園 〜中高生が大集合!夢の最終オーディションSP〜』が放送された。

## 出演者
- 和牛（水田信二・川西賢志郎）

## スタッフ
- ナレーション：中島めぐみ（カンテレアナウンサー）
- ディレクター：坂上諒（よしもとブロードエンタテインメント）、三橋秀登（インパクト）、對馬久織（映像倶楽部）、近藤拓也（一歩本舗）
- 構成：やまだともカズ、橋本洋介、小林広美
- TD／SW：芳山貴勇（カンテレ）
- CAM：伊地知孝仁（カンテレ）
- LD：原口祥明（大阪共立）
- VE：松井勝正（カンテレ）
- MIX：中道尚宏（カンテレ）
- EED：徳安悠治（よしもとブロードエンタテインメント）
- テロップ：高浦祐希（よしもとブロードエンタテインメント）
- 音効：片岡幸司・山本あゆみ（以上SOUND-K）
- MA：直田輝彦（よしもとブロードエンタテインメント）
- 美術プロデューサー：万膳志帆（カンテレ）
- 美術制作：岡﨑忠司（カンテレ）
- デザイン：田宮実咲
- 美術進行：中越章浩
- 装置：サンケイビルテクノ
- 装飾：三島吾子
- メイク：パウダー
- 技術協力：ウエストワン、大阪共立、SOUND-K
- 協力：よしもとブロードエンタテインメント、プランニングオフィス、エス・エム・エス、インパクト、一歩本舗、映像倶楽部
- 宣伝：秋田成子（カンテレ）
- AP：南沙織（よしもとブロードエンタテインメント）
- プロデューサー：前洋平（カンテレ）、坂口大輔（吉本興業）、木村友厚（よしもとブロードエンタテインメント）
- 制作協力：吉本興業
- 制作著作：関西テレビ放送

過去のスタッフ
- ディレクター：守屋賢・楠原宝子・鈴木啓太・南野朗大・木村悠太・井上天翔・奥田香穂（以上よしもとブロードエンタテインメント）